# Цур, Яаков
Яаков Цур (Штейнберг, ивр. יעקב צור‎; род. 4 апреля 1937, Хайфа) — израильский государственный деятель, депутат Кнессета 10-12 созывов, министр здравоохранения Израиля, министр сельского хозяйства Израиля, министр абсорбции Израиля.